# Аммас
Аммас (араб. اماس) - оаза і село в общині Ель-Уата у вілаєті Бешар на заході Алжиру.
Село розташоване на північно-східному березі річки Уед-Саура за 2 км (1,2 милі) на південний схід від Ель-Уата. Воно пов'язане з Ель-Уата ґрунтовою дорогою, що проходить вздовж берега річки.